# Wahl zur Verfassunggebenden Landesversammlung in Baden-Württemberg 1952
- KPD: 4
- SPD: 38
- FDP/DVP: 23
- CDU: 50
- BHE: 6

Die Wahl zur Verfassunggebenden Landesversammlung  fand am 9. März 1952 statt. Der neu zu schaffende „Südweststaat“ hatte zu diesem Zeitpunkt noch keinen Namen, er umfasste, der Größe nach, die noch bestehenden Länder Württemberg-Baden, Baden (Südbaden) und Württemberg-Hohenzollern.
Das Land Baden-Württemberg wurde am 25. April 1952 gegründet. Die Verfassungsgebende Landesversammlung wurde damit zum ersten Landtag.

## Ergebnis
Für die Wahl galt eine Sperrklausel von 5 % je Land.
| Partei                 | Stimmen   | Anteil           | Sitze | Direkt- mandate |
| ---------------------- | --------- | ---------------- | ----- | --------------- |
| CDU                    | 982.727   | 35,99 %          | 50    | 42              |
| SPD                    | 765.032   | 28,01 %          | 38    | 26              |
| FDP/DVP                | 491.711   | 18,01 %          | 23    | 6               |
| BHE                    | 170.751   | 6,25 %           | 6     |                 |
| KPD                    | 119.604   | 4,38 %           | 4     |                 |
| DG-BHE/DG              | 89.459    | 3,28 %           |       |                 |
| SRP                    | 65.787    | 2,41 %           |       |                 |
| Zentrum                | 23.356    | 0,85 %           |       |                 |
| UWG                    | 22.393    | 0,82 %           |       |                 |
| gültige Stimmen        | 2.730.820 | 100,00 % 97,88 % | 121   | 74              |
| ungültige Stimmen      | 59.052    | 2,12 %           |       |                 |
| Wähler Wahlbeteiligung | 2.789.872 | 100,00 % 63,66 % |       |                 |
| Nichtwähler            | 1.592.245 | 36,34 %          |       |                 |
| Wahlberechtigte        | 4.382.117 | 100,00 %         |       |                 |

## Ergebnis nach Ländern
| Partei  | Baden    | Baden | Württemberg- Baden | Württemberg- Baden | Württemberg- Hohenzollern | Württemberg- Hohenzollern |
| Partei  | %        | Sitze | %                  | Sitze              | %                         | Sitze                     |
| ------- | -------- | ----- | ------------------ | ------------------ | ------------------------- | ------------------------- |
| CDU     | 43,6     | 13    | 29,2               | 24                 | 51,4                      | 13 *                      |
| SPD     | 26,6     | 8     | 30,3               | 25                 | 21,6                      | 5                         |
| FDP/DVP | FDP 15,9 | 4     | DVP 19,2           | 15                 | FDP/DVP 16,1              | 4                         |
| BHE     | 4,96     | –     | 6,7                | 5                  | 6,2                       | 1                         |
| KPD     | 03,1     | –     | 5,1                | 4                  | 3,3                       | –                         |
| DG      |          |       | DG-BHE 4,9         | –                  | DG 1,1                    | –                         |
| SRP     |          |       | 3,9                | –                  |                           |                           |
| Zentrum | 4,4      | –     |                    |                    |                           |                           |
| UWG     | 1,5      | –     | 0,8                | –                  | 0,3                       | –                         |
| Summe   | 25       | 25    | 73                 | 73                 | 23 *                      | 23 *                      |

## Wahl des ersten Landtags
Indirekt wurde mit dieser Wahl auch der erste Landtag des neuen Landes Baden-Württemberg bestimmt. Dies legte Artikel 93 der Landesverfassung fest:

„(1) Die Abgeordneten der nach § 13 des Zweiten Gesetzes über die Neugliederung in den Ländern Baden, Württemberg-Baden und Württemberg-Hohenzollern vom 4. Mai 1951 (BGBl. I S. 283) gewählten Verfassunggebenden Landesversammlung bilden nach Inkrafttreten dieser Verfassung den ersten Landtag.
(2) Die Wahlperiode dieses Landtags endet am 31. März 1956.“

## Bildung des Landes und erste Landesregierungen
Knapp sieben Wochen nach der Wahl der Verfassunggebenden Landesversammlung wurde das Land Baden-Württemberg am 25. April 1952 gegründet. Der Gründungsakt war eine Erklärung des direkt zuvor gewählten Ministerpräsidenten Reinhold Maier (FDP/DVP). Er sagte: „Meine sehr verehrten Abgeordneten. Gemäß § 14, Absatz 4, Satz 2 wird hiermit der Zeitpunkt der Bildung der vorläufigen Regierung auf den gegenwärtigen Augenblick, nämlich auf Freitag, den 25. April 1952, 12 Uhr 30 Minuten festgestellt. Mit dieser Erklärung sinngemäß § 11 des zweiten Neugliederungsgesetzes (sind) die Länder Baden, Württemberg-Baden und Württemberg-Hohenzollern zu einem Bundesland vereinigt. (…)“ Dieser Moment war von tumultartiger Unruhe in der Versammlung überschattet, denn Reinhold Maier hatte die größte Fraktion, die CDU, bei der Koalitionsbildung übergangen.
Im neuen Bundesland bildeten zunächst FDP/DVP, SPD und BHE eine Regierungskoalition unter Reinhold Maier, der zuvor Ministerpräsident von Württemberg-Baden gewesen war. Am 7. Oktober 1953 wurde unter Gebhard Müller (CDU) eine Allparteienkoalition (ohne Beteiligung der KPD) gebildet. Müller war bis 1952 der Regierungschef von Württemberg-Hohenzollern (mit der Amtsbezeichnung „Staatspräsident“) gewesen.